# Mnożnik (ekonomia)
Koncepcja mnożnika w ekonomii odwołuje się do szeregu geometrycznego, który jest ciągiem liczbowym (skończonym lub nie). W takim ciągu każdy kolejny wyraz – oprócz pierwszego – jest iloczynem wyrazu poprzedniego i danej stałej, {\displaystyle q,} nazywanej ilorazem szeregu, co można zapisać jako:
{\displaystyle a_{n}=q\cdot a_{n-1}.}
W teorii ekonomii twórcą mnożnika był Richard Ferdinand Kahn, który wyprowadził wzór na mnożnik zatrudnienia w 1931 roku. Natomiast John Maynard Keynes sformułował mnożnik inwestycyjny. W ekonomii wykorzystywanych jest wiele mnożników, gdyż pokazuje on o ile wzrośnie interesująca nas zmienna zależna na skutek zwiększenia o jednostkę zmiennej niezależnej.
Przykładowo w przypadku mnożnika inwestycyjnego, o ile wzrośnie wielkość dochodu {\displaystyle (\Delta Y)} na skutek zwiększenia wydatków inwestycyjnych {\displaystyle (\Delta I)} pokazuje mnożnik inwestycyjny, który można zapisać w postaci wzoru {\displaystyle {\frac {1}{1-MPC}},} gdzie: MPC to krańcowa skłonność do konsumpcji, czyli {\displaystyle {\frac {\Delta C}{\Delta Y}}} pokazuje o ile wzrosną/zmaleją wydatki na konsumpcje, jeśli dochód wzrośnie/zmaleje o jednostkę.